# 惠特莫爾鎮區 (伊利諾伊州梅肯縣)
惠特莫爾鎮區（英語：女 Township）是位於美國伊利諾伊州梅肯縣的一個行政鎮區。

## 地方資料
根據2010年美國人口普查的數據，惠特莫爾鎮區的面積為96.00平方千米，當中陸地面積為93.00平方千米，而水域面積為3.00平方千米。當地共有人口4257人，而人口密度為每平方千米44.34人。